# Базаров, Алексей (легкоатлет)
Алексей Базаров (ивр. אלכסיי באזארוב‎; род. 14 октября 1963) — советский и израильский легкоатлет, специалист по барьерному бегу. Выступал за сборные СССР и Израиля по лёгкой атлетике в 1987—1994 годах, победитель и призёр первенств всесоюзного значения, действующий рекордсмен Израиля в беге на 400 метров с барьерами, участник летних Олимпийских игр в Барселоне.

## Биография
Алексей Базаров родился 14 октября 1963 года. Занимался лёгкой атлетикой в Кишинёве, выступал за Молдавскую ССР.
Будучи студентом, в 1987 году представлял Советский Союз на Универсиаде в Загребе, где в финале бега на 400 метров с барьерами финишировал пятым.
В июне 1988 года на соревнованиях в Ленинграде установил свой личный рекорд в барьерном беге на 400 метров — 49,33.
В 1989 году занял четвёртое место в эстафете 4 × 400 метров на Универсиаде в Дуйсбурге.
В 1990 году в 400-метровом барьерном беге одержал победу на чемпионате СССР в Киеве, стал пятым на Играх доброй воли в Сиэтле, дошёл до полуфинала на чемпионате Европы в Сплите. В Сплите также занял восьмое место в программе эстафеты 4 × 400 м.
После распада СССР переехал на постоянное жительство в Израиль, принял израильское гражданство и начиная с этого времени стал представлять израильскую национальную сборную. Так, в сентябре 1991 года на турнире в немецком Кобленце установил ныне действующий национальный рекорд Израиля в беге на 400 метров с барьерами — 49,87, а в 1992 году впервые выиграл израильский национальный чемпионат. Благодаря череде удачных выступлений удостоился права защищать честь страны на летних Олимпийских играх в Барселоне — в 400-метровом барьерном беге с результатом 50,33 не смог преодолеть предварительный квалификационный этап.
В 1993 году бежал 400 метров с барьерами на чемпионате мира в Штутгарте.
В 1994 году в той же дисциплине принял участие в чемпионате Европы в Хельсинки.